# Lee Smith (Footballspieler)
Joseph „Lee“ Smith (* 21. November 1987 in Powell, Tennessee) ist ein ehemaliger US-amerikanischer American-Football-Spieler auf der Position des Tight Ends. Er spielte  für die Buffalo Bills, Oakland Raiders und Atlanta Falcons in der National Football League (NFL).

## Frühe Jahre
Smith ging in seiner Geburtsstadt Powell, Tennessee, auf die Highschool. Später besuchte er zunächst die University of Tennessee, welche er jedoch verließ, nachdem er vom Trainer des Collegefootballteams wegen Trunkenheit am Steuer aus disziplinarischen Gründen suspendiert wurde. Hiernach ging er zur Marshall University.

## NFL

### New England Patriots
Lee Smith wurde im NFL-Draft 2011 in der fünften Runde an 159. Stelle von den New England Patriots ausgewählt. Er wurde jedoch noch vor der Saison von den Patriots, am 3. September 2011, entlassen.

### Buffalo Bills
Am 4. September 2011, also einen Tag nach seiner Entlassung bei den Patriots, schloss er sich den Buffalo Bills an. Er begann seine erste Saison als dritter Tight End und beendete diese mit vier Passfängen für elf Yards. Seinen ersten Touchdown in der NFL erzielte er am zwölften Spieltag der Saison 2012 bei der 13:20-Niederlage gegen die Indianapolis Colts. In seinen vier Jahren für die Bills fing Smith, dessen Hauptaufgabe in seiner Karriere überwiegend das Blocken war, 20 Pässe für 144 Yards.

### Oakland Raiders
Am 10. März 2015 unterschrieb Smith einen Dreijahresvertrag bei den Oakland Raiders. Am 14. März 2018 verlängerte er seinen Vertrag bei den Raiders. Am 2. Mai 2019 wurde er entlassen.

### Zweiter Aufenthalt bei den Buffalo Bills
Am 13. Mai 2019 unterschrieb Smith einen Dreijahresvertrag bei den Buffalo Bills.

### Atlanta Falcons
Am 17. März 2021 wurde Smith für einen Siebtrundenpick im NFL-Draft 2022 zu den Atlanta Falcons getradet. Am 25. Januar 2022 gab er sein Karriereende bekannt.

## Persönliches
Lee Smith ist verheiratet und hat vier Kinder. Sein Vater, Daryle Smith, spielte ebenfalls American Football in der NFL auf der Position des Offensive Tackles (u. a. Dallas Cowboys). Smith betreibt ein Jugend-Fitnesscenter in Knoxville, Tennessee.